# ویکتور جوکانوویچ
ویکتور جوکانوویچ ( زادهٔ ۲۹ ژانویه ۲۰۰۴) یک فوتبالیست حرفه ای مونته نگرویی است که به عنوان هافبک برای باشگاه  استاندارد لیژ در لیگ برتر بلژیک بازی می کنند.